# Ermen (Lüdinghausen)
Ermen ist eine Bauerschaft der Stadt Lüdinghausen in Nordrhein-Westfalen am Südrand des Kreises Coesfeld. Die Streusiedlung liegt südöstlich von Lüdinghausen und grenzt im Südosten an die Gemeinde Nordkirchen und im Süden an die Bauerschaft Ternsche der Stadt Selm im Kreis Unna. Koordinaten: 51° 44′ 30,1″ N, 7° 28′ 36,1″ O Im Westen wird Ermen durch die Stever begrenzt, in welche drei durch Ermen führenden Bäche (Beverbach, Teufelsbach und Flothbach) münden. In Ermen liegen die ausgewiesenen Naturschutzgebiete Am Teufelsbach und Ermener Holz.

## Geschichte
Die erste urkundliche Erwähnung Ermens erfolgte im Jahr 1150 im Werdener Register. Dort wurde der Hof Huckinsfelde (heute Hof Höckensfeld) genannt. Bedingt durch die Unwägbarkeiten, welche die Überflutungen der Stever mit sich brachten, befinden sich die ersten nachgewiesenen Ermener Siedlungen an überschwemmungsgeschützten Standorten wie Höckensfeld (1150), Güler (1242) und Burg Alrodt (1346).
Die Abhängigkeit der Ermener zur Herrschaft auf der Burg Lüdinghausen ist nicht nachgewiesen, vielmehr gehörte Ermen lange Zeit zum bischöflichen Amt Werne und so zum fürstbischöflichen Münster. Das Bauerngericht in Ermen dokumentiert 1536 Zugehörigkeiten weiterer Höfe der Herren von Alrodt, von Meinhövel, Hake zu Rauschenburg und von Morrien zu Nordkirchen. 1804 ist Ermen zunächst dem Erbfürstentum Münster zugeordnet, ab 1806 steht es unter dem Generalgouverneur Louis Henri Loison. 1808 kommt Ermen zum Großherzogtum Berg, einem napoleonischen Satellitenstaat, aus dem Napoleon Truppen rekrutierte. 1809 gehört Ermen zur Municipalité Lüdinghausen und ist damit dem Ruhrdepartement zugeordnet. Während die Nachbarbauerschaft Tüllinghof im Gebiet des französischen Kaiserreiches liegt, liegt Ermen 1811 weiter im Großherzogtum Berg. Im Jahr 1815 wird das geteilte Kirchspiel Lüdinghausen wieder vereinigt. 1829 wird der Schützenverein Ermen gegründet. 1843 und 1965 wurde die Bauerschaftsschule neu gebaut, jedoch bereits 1968 geschlossen.

### Burg Alrodt
Die Burg Alrodt (alternative Schreibweise Burg Alrott, Burg Nahlrott) wurde erstmals 1346 erwähnt und lag kurz vor der Mündung des Teufelsbaches in die Stever. Die niedrig gelegene Wiese an der Mündung war wohl einst ein Stück eines größeren Überschwemmungsgebietes, das im Mittelalter gerodet wurde und der damals gegründeten Burg ihren Namen gab: Alrodt = Rodung am Wasser.
Die Burg war eine der historischen Burgen Lüdinghausens, neben Burg Kakesbeck, Burg Vischering, Burg Lüdinghausen, Burg Wolfsberg, Burg Patzlar, Burg Tüllinghoff und Burg Vehoff.
Burgherr Bernt von Ermen legte im Jahr 1507 den Grundstein der heutigen Kirche St. Felizitas (Lüdinghausen). Eine Inschrift in der Kirche besagt, dass Bernt von Ermen den Grundstein am Romanustag („up Romanus dach“), d. h. am 28. Februar 1507 gelegt hat.
Im Jahr 1876 brannte die Burg ab und wurde abgerissen. Die Gräftenanlage, die im Volksmund später als Fohrmann’s Gräfte bezeichnet wurde, wurde im Jahr 1969 im Zuge der Steverbegradigung eingeebnet.
Ein 1983 aufgestellter Gedenkstein des Heimatvereins Ermen e.V. erinnert an die Burg Alrodt. In der Burg Lüdinghausen gibt es ein „Alrott Zimmer“.

### Schlacht auf der Güler Heide
Am 27. Juni 1242 kämpften in der Schlacht von Ermen auf der Königs- und Güler-Heide die Edlen von Meinhövel mit den Verbündeten Grafen von Flandern und Geldern gegen den Bischof von Münster. Der Fürstbischof gewann und sicherte so seinen Herrschaftsanspruch. Eine 1992 aufgestellter Gedenktafel des Heimatvereins Ermen e.V. erinnert an die Schlacht. In jüngster Zeit mehren sich jedoch Zweifel daran, ob es die Schlacht tatsächlich gegeben hat.

### Schützenhütte
Im Jahr 2004 wurde eine Schützenhütte durch den Schützenverein Ermen e.V. erbaut. Alle zwei Jahre findet hier das Schützenfest mit Vogelschießen statt. Die Schutzhütte dient u. a. Radfahrern als Regenunterstand und beherbergt in der Adventszeit eine Weihnachtskrippe.

## Besonderes
- 1951/52: Boxtrainingslager Heinz Neuhaus in der Ermener Gaststätte Hülswitt (heute Landgasthof & Hotel Zum Steverstrand Ermen)[4]
- 1963: Erwähnung Ermens im Roman Hundejahre von Günter Grass
- 2001: WDR-Fernsehsendung über Ermen